# 大阪司法書士会
大阪司法書士会（おおさかしほうしょしかい）は、日本に50法人ある司法書士会のひとつである。

## 概要
日本に50法人ある司法書士会のひとつで香山恭慶が会長を務めている。現在、2,433名の司法書士が所属している。

## 支部
- 豊能支部
- 北摂支部
- 北大阪支部
- 北支部
- 西支部
- 南支部
- 東支部
- 河内支部
- 阪南支部
- 堺支部
- 岸和田支部

## 面談による無料法律相談
- 司法書士総合相談センター北
- 司法書士総合相談センター堺
- 司法書士総合相談センター泉佐野

## 所在地
大阪府大阪市中央区和泉町1-1-6 